# برنامه لبه هستی
برنامه لبه هستی (به انگلیسی: EDGE of Existence programme) یک ابتکار پژوهشی و حفاظتی است که بر روی گونه‌هایی تمرکز دارد که به عنوان گونه‌های لبه‌ای دارای " فرگشت متمایز و در خطر انقراض جهانی " (EDGE) در جهان شناخته می‌شوند. این برنامه که توسط انجمن جانورشناسی لندن (ZSL) گسترش یافته است، با هدف افزایش آگاهی از این گونه‌ها، اجرای پژوهش‌های هدفمند و اقدامات حفاظتی برای توقف نابودی آنها و آموزش محافظان داخلی (به نام EDGE Fellows) برای محافظت از آنها است.

## حفاظت از گونه‌های لبه‌ای
برنامه لبه هستی EDGE of Existence بر روی یک وبگاه تعاملی متمرکز شده است که اطلاعاتی دربارهٔ ۱۰۰ گونه برتر لبه‌ای از پستانداران، خزندگان، پرندگان و دوزیستان و ۲۵ گونه مرجان برتر لبه‌ای ارائه می‌کند و نیازمندی‌های حفاظتی ویژهٔ آن‌ها را شرح می‌دهد. به هر یک از ۱۰۰ گونه برتر با توجه به میزان توجه حفاظتی که در حال حاضر دریافت می‌کنند و همچنین نادر بودن آن در محیط طبیعی خود، رتبه‌بندی لبه‌سنج (EDGE-ometer) داده می‌شود. طبق گفته مخترعان، ۷۰ درصد پستاندارانی که برگزیده شده‌اند، توجه کمی از حفاظت را دریافت می‌کنند یا اصلاً مورد توجه قرار نمی‌گیرند.